# Longyan
Longyan (em chinês 龙岩) é uma cidade da República Popular da China, localizada na província de Fujian. 

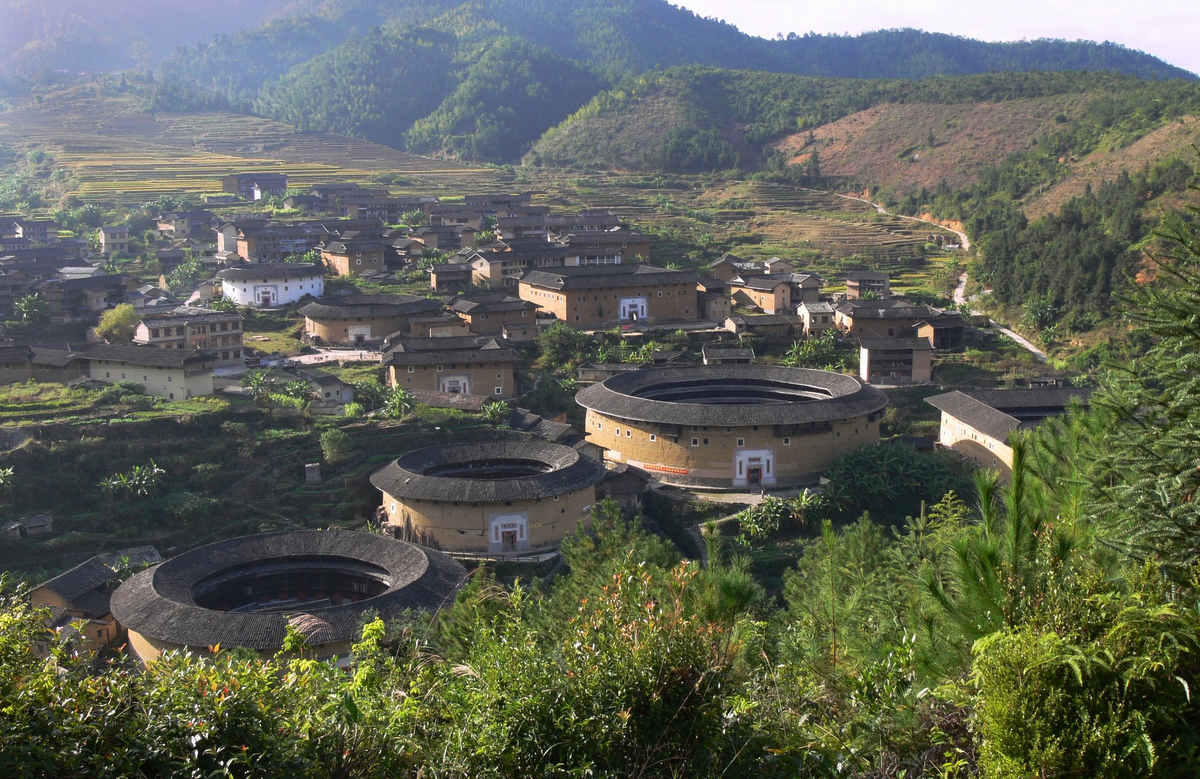